# Pułk Desperatów

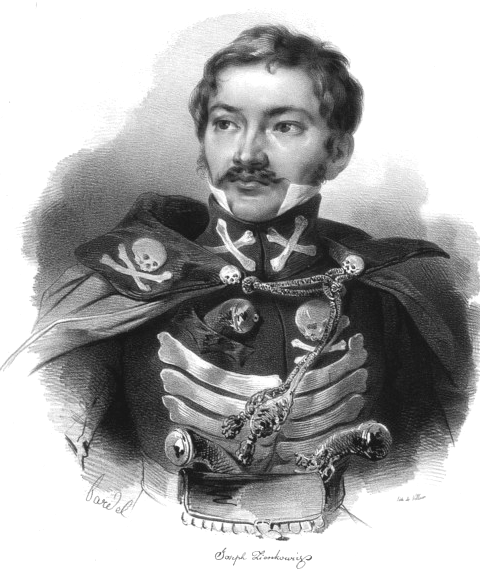
Dowódca Pułku Desperatów Józef Zieńkowicz

Pułk Desperatów – formacja ochotnicza z okresu powstania listopadowego, której pomysłodawcą oraz założycielem był Józef Zieńkowicz. Ochotnicy nosili wyróżniające się mundury, odróżniali się szczególnie płaszczami pąsowymi. Mundury ich były pokryte czaszkami oraz trupimi szkieletami. Zostały one nazwane przez dowódców, którzy się z nimi zmierzyli „wiejące grozą”. Ich uniformy należały do najbardziej niezwykłych mundurów w czasie powstania listopadowego. Oddział Desperatów tworzył się z samych ochotników (dworskich, rzemieślników oraz z akademików i młodzieży obywatelskiej). Hrabia Karol Dominik Przeździecki na którego koszt powstał pułk, podzielił swoją formację na oddziały: 
- 1. strzelców pieszych,
- 2. pułk piechoty,
- 3. pułk strzelców konnych nazwany pułkiem Ważyńskiego,
- 4. pułk ułanów Przeździeckiego,
- 5. pułk jazdy Desperatów.

Najwyższą ambicją dowódców było działanie dla wspólnej sprawy narodowej. Pułk nie przekroczył nigdy większej liczby ochotników niż 50 osób. W skład wchodziła również jedna kobieta – Marianna z Różańskich Karpińska. Konie Desperatów pochodziły ze zdobyczy wojennych oraz z majątku ich dowódcy Józefa Zieńkowicza.